# Real Madrid Baloncesto
Real Madrid Baloncesto är ett spanskt basketlag som bildades 1931 i Madrid och fungerar som sportklubben Real Madrids basketsektion. Laget spelar sina hemmamatcher, senast sedan 2011, i Palacio de Deportes, som har en publikkapacitet på 15 000 personer. De deltar främst i ligorna Liga ACB och Euroleague.
Real Madrid Baloncesto är Spaniens mest framgångsrika basketlaget. De har vunnit 30 spanska ligatitlar, 22 spanska cuptitlar, 4 cupvinnarcuptitlar och 4 interkontinentala cuptitlar. De har också vunnit Euroleague 8 gånger, ett rekord.
Kända spelare som spelat i laget inkluderar Arvydas Sabonis, Dražen Petrović, Dražen Dalipagić och Luka Dončić